# Путевой разрушитель

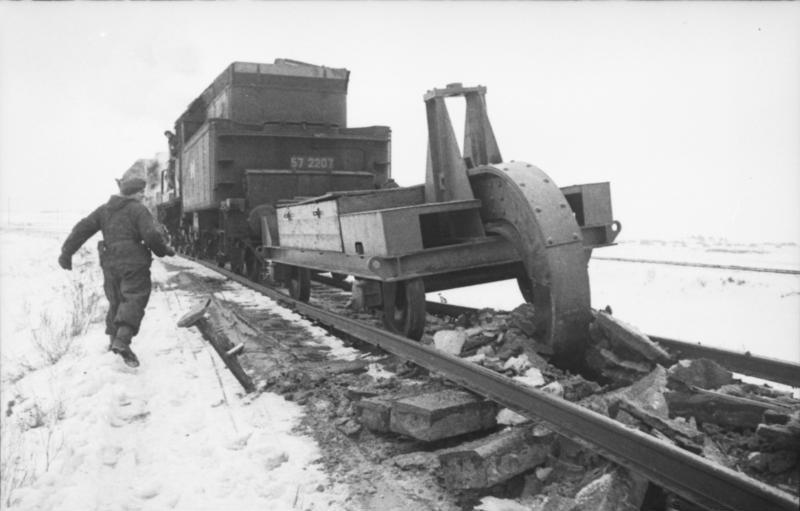
Путевой разрушитель «Крюк» в работе

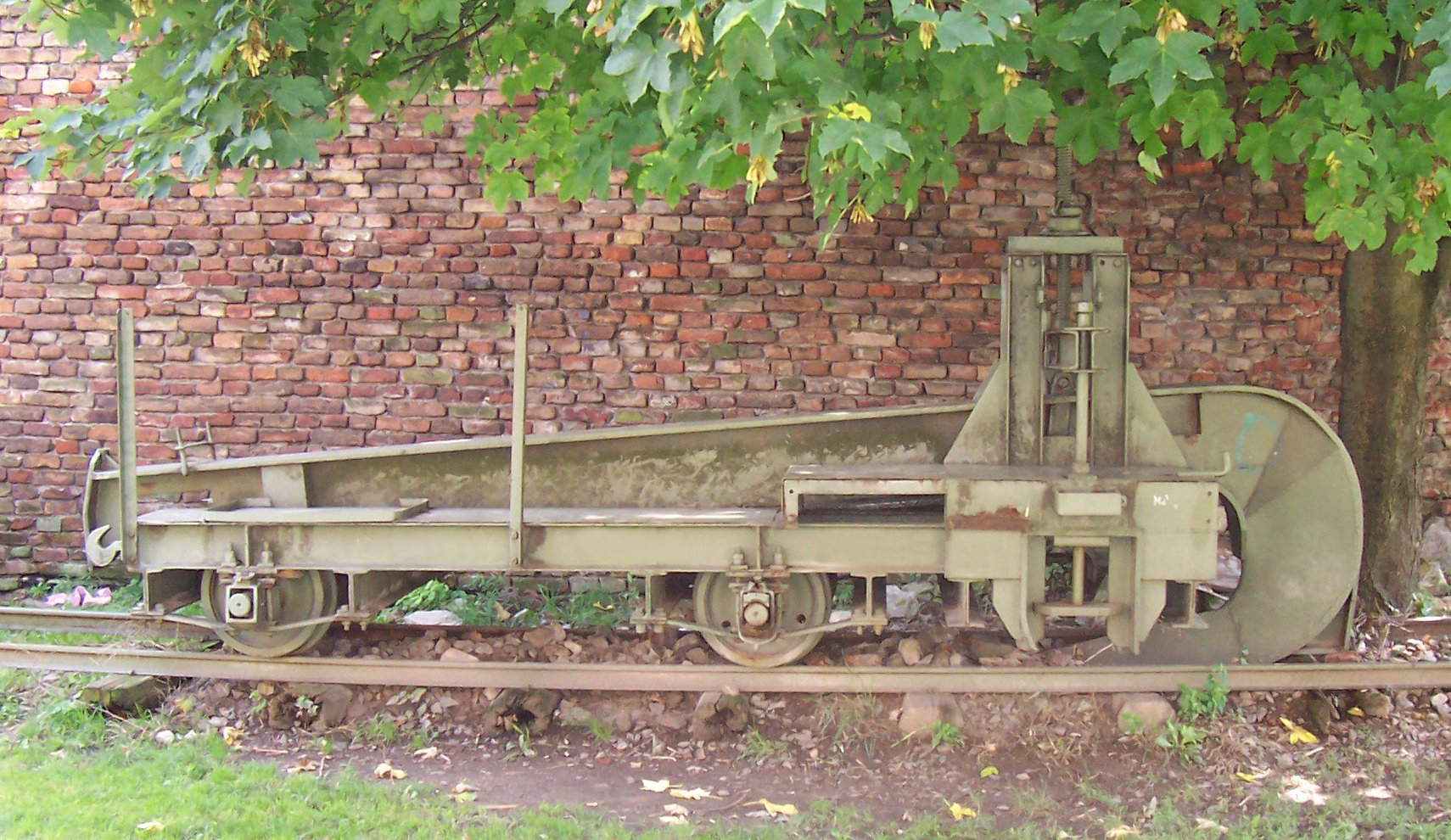
Путевой разрушитель

Путевой разрушитель — устройство для разрушения железнодорожного пути, путем разрушения деревянных шпал, деформации рельс, земляного полотна. Впервые такие устройства были применены в ходе Первой мировой войны.
В 1915 году при отходе русской армии из Галиции и Польши железнодорожные войска разрушали пути путём подрыва взрывчаткой. Однако существовала острая нехватка взрывчатых веществ. Подпрапорщик по фамилии Червяк, служивший в 4-м железнодорожном батальоне, предложил конструкцию, которая могла разрушать путь без применения взрывчатки. К паровозу прикреплялась петля из рельсов. Петля заводилась под два рельса. При движении паровоза путь разрушался, рельсы деформировались и не годились для дальнейшего использования, шпалы ломались. Путеразрушитель по фамилии своего изобретателя получил название «червяк».
Эта конструкция применялась и во время Великой Отечественной войны. Так например уничтожался путь на перегоне Гречаны — Проскуров.
Применялись и более примитивные, но достаточно эффективные способы нарушения пути. В 1-й Конной армии Будённого для этого использовали лошадей: их привязывали к концам рельса, освобождённого от рельсовых скреплений и костылей на половину длины, после чего его оттаскивали на метр в сторону. Рельс изгибался и выправить его в полевых условиях было невозможно. Сложность представляло то, что такую операцию необходимо было повторять с каждым рельсом.
На вооружении вермахта в годы Великой Отечественной войны состояли путеразрушители типа «Крюк». Они изготавливались на заводе Круппа с 1942 года. Платформа, на которой был смонтирован гигантский крюк, который своим остриём уходил под шпалы (см. фото), буксировалась двумя паровозами с рабочей для него скоростью в 7-10 км/час. Такой путеразрушитель требовал для приведения в рабочее положение всего 6-8 минут, обслуживала его команда из 10 человек.
Реплика     (это подлинный немецкий путеразрушитель, подаренный музею 1-м учебным ж. д. полком им. Ленинского комсомола, где находился с войны) ("Крюк" имя дали наши железнодорожники, немцы его называли "Скорпион") путевого разрушителя типа «Крюк» установлена в качестве экспоната в Парке Победы на Поклонной горе

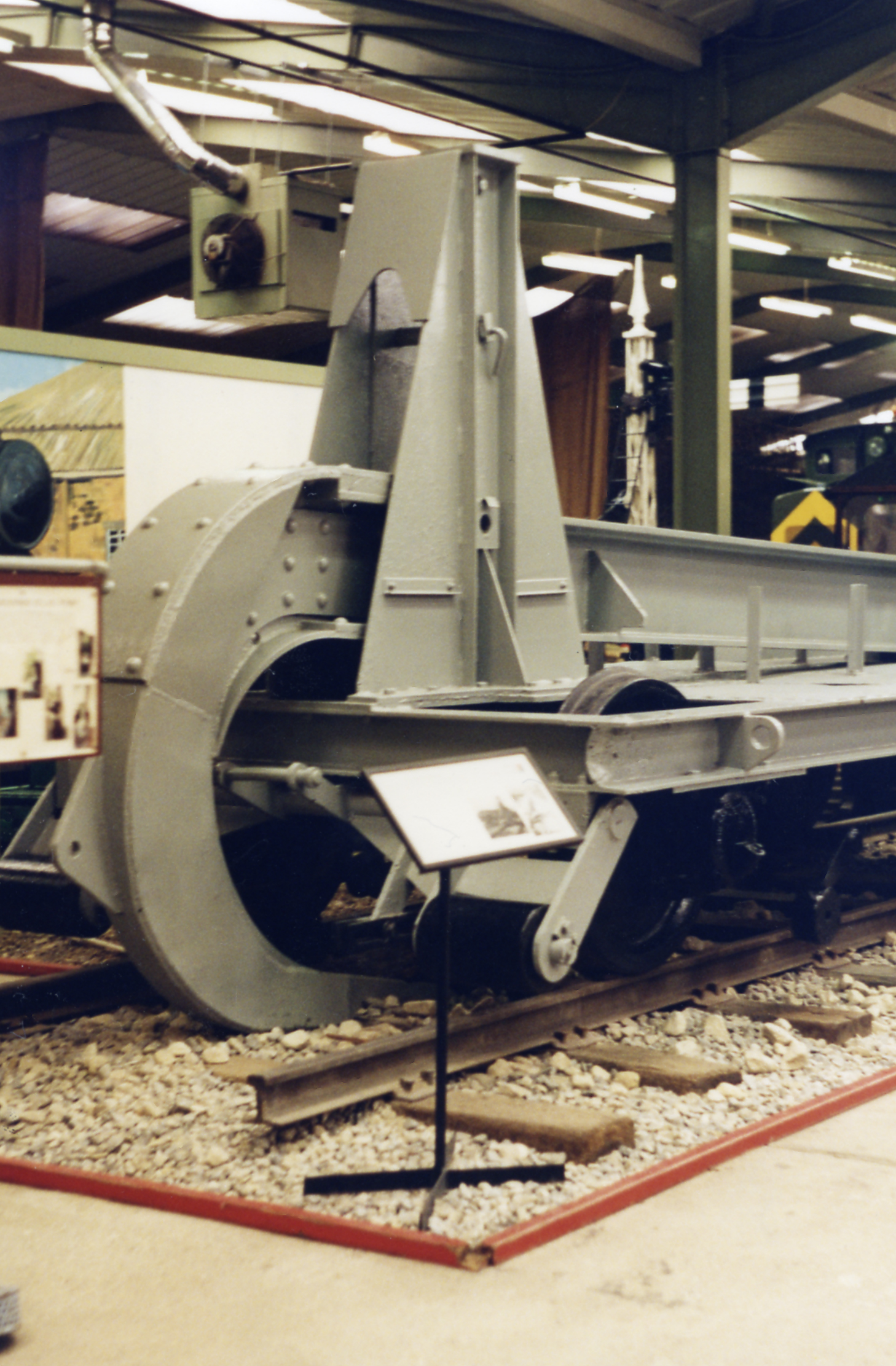
Немецкий путеразрушитель в английском музее
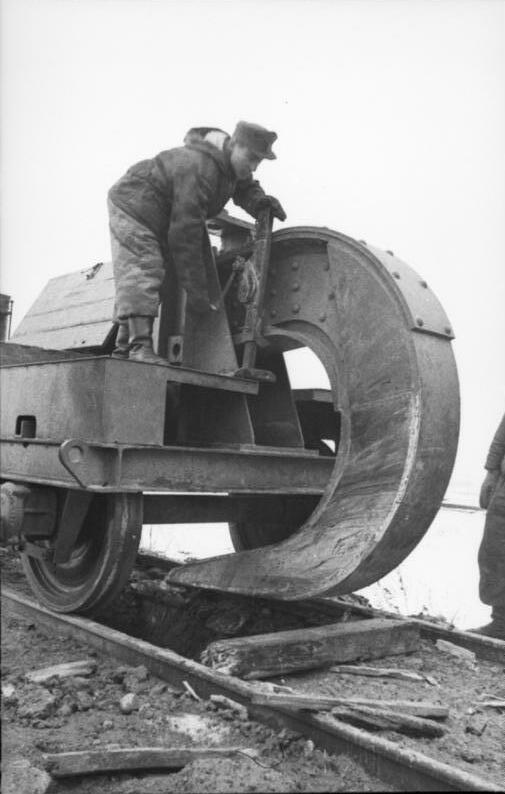
Путеразрушитель в России
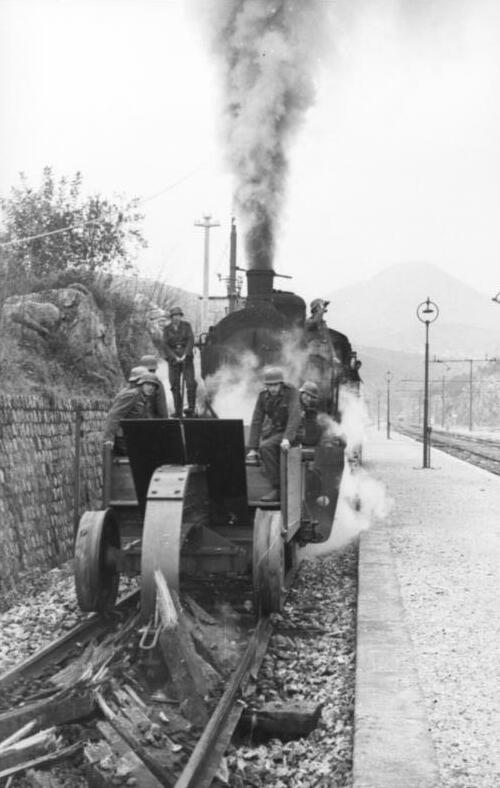
Путеразрушитель в Италии
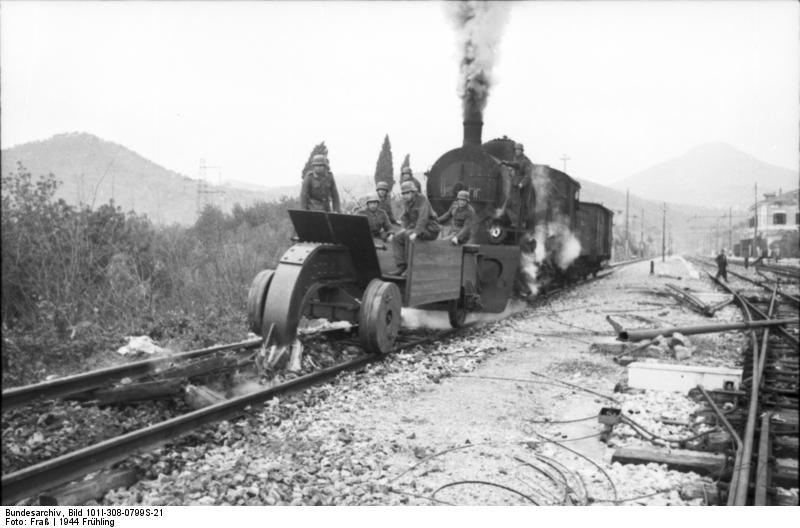
Путеразрушитель в Италии
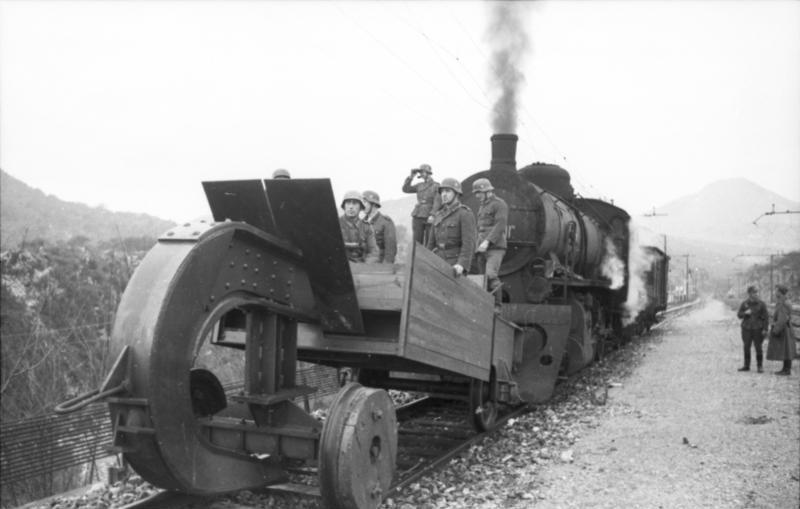
Путеразрушитель в Италии